# Représentant de l'OSCE pour la liberté des médias
 (février 2022).
Si vous disposez d'ouvrages ou d'articles de référence ou si vous connaissez des sites web de qualité traitant du thème abordé ici, merci de compléter l'article en donnant les références utiles à sa vérifiabilité et en les liant à la section « Notes et références ».
Le représentant de l'OSCE pour la liberté des médias joue le rôle d'observateur de l'évolution des médias dans les 57 États membres participants de l'Organisation pour la sécurité et la coopération en Europe (OSCE). Le représentant donne l'alerte sur les violations de la liberté d'expression et encourage le respect total des principes et engagements de l'OSCE en matière de liberté d'expression et de liberté de la presse.

## Histoire
Le Bureau a été créé lors de l'adoption du mandat lors de la réunion du Conseil permanent de l'OSCE (Décision n° 193) le 5 novembre 1997 et a son siège à Vienne. En tant qu'institution, le Représentant pour les médias est indépendant du Secrétariat général de l'OSCE et, comme le Haut Commissaire pour les minorités nationales et le Bureau des institutions démocratiques et des droits de l'homme, il rend compte au Président en exercice. 
Le bureau du représentant est basé à Vienne, en Autriche, et compte une quinzaine d'employés.

## Mission
Dans les cas où des violations graves ont été commises, le représentant cherche à établir des contacts directs avec l'État fautif et les autres parties concernées, évalue les faits et aide à résoudre les problèmes. Le représentant recueille et reçoit des informations sur la situation des médias de diverses sources, notamment des États participants de l'OSCE, des organisations non gouvernementales et des organisations de médias. Le représentant rencontre les gouvernements membres.
Le représentant s'intéresse aussi aux problématiques d'accès à l'information, de dépénalisation de la diffamation pour les journalistes, de basculement vers la radiodiffusion numérique, de discours de haine, d'impact de l'intelligence artificielle, de la liberté d'expression sur Internet, des lois s'appliquant aux médias, du pluralisme, de la régulation et de la sécurité des journalistes. 
Chaque année, ils publient une déclaration commune attirant l'attention sur les préoccupations mondiales en matière de liberté d'expression.

## Autres institutions
Le Représentant de l'OSCE est l'un des mécanismes internationaux de promotion de la liberté d'expression. Les autres sont : 
- Rapporteur spécial des Nations unies
- Rapporteur spécial de l'Organisation des États américains pour la liberté d'expression (en)
- Commission africaine des droits de l'homme et des peuples

## Représentants
- Freimut Duve : 1998–2004
- Miklós Haraszti : 2004–2010
- Dunja Mijatović : 2010–2017
- Harlem Désir : 2017-2020
- Teresa Ribeiro : 2020-2024
- Jan Braathu depuis 2024